# Nailed (Place of Skulls)
Nailed è il primo album in studio del gruppo musicale Doom metal statunitense Place of Skulls. Realizzato nel 2001 e prodotto da Travis Wyrick, inizialmente il disco era sotto etichetta Man's Ruin, ma a causa del fallimento di quest'ultima venne successivamente sostituita dalla Southern Lord Records.

## Tracce
Tutti i brani furono scritti da Victor Griffin.
1. "The Fall" - 4:38
2. "Never Die" - 4:29
3. "Dead" - 5:18
4. "Don't Let Me Be Misunderstood" (cover di Nina Simone)- 4:40
5. "Feeling of Dread..." - 2:31
6. "..." - 2:20
7. "Love She Gave"  - 5:12
8. "Return" - 4:34
9. "Song of Solomon" - 5:23

## Componenti
- Victor Griffin - Cantante e chitarrista
- Lee Abney - Bassista
- Tim Tomaselli - Batterista